# Manifestations anti-MONUSCO
 (août 2022).
Les manifestations anti-MONUSCO sont des manifestations survenues du 25 juillet au mois d'août 2022 en République démocratique du Congo. Les manifestations sont dirigées contre la MONUSCO, la force de maintien de la paix des Nations unies dans le pays, qui a été accusée par des politiciens et des civils congolais de ne pas avoir pris de mesures pour mettre fin au conflit vieux de plusieurs décennies dans le pays. Les manifestants exigent que la MONUSCO quitte le pays.

## Manifestations
Le 25 juillet 2022, des manifestations ont commencé dans la ville congolaise de Goma contre la MONUSCO, que les manifestants ont accusée de ne pas avoir pris de mesures pour mettre fin au conflit vieux de plusieurs décennies dans le pays, et d'autres manifestations se sont ensuite manifestées le lendemain à Beni et Butembo. Selon la MONUSCO, les manifestants ont volé des armes à la police et ont vandalisé et pillé les installations de l'ONU, forçant le personnel de l'ONU à évacuer le siège de la MONUSCO à Goma via un pont aérien en hélicoptère.

## Victimes
Selon le porte-parole du gouvernement congolais Patrick Muyaya, cinq personnes ont été tuées et 50 autres ont été blessées à Goma. Le colonel Paul Ngoma, chef de la police de Butembo, a déclaré que sept personnes avaient été tuées dans la ville. Le 27 juillet, quatre manifestants ont été électrocutés par un câble électrique abattu par des soldats de l'ONU.
La MONUSCO annonce quant à elle la mort de 5 Casques Bleus à la suite des manifestations : deux policiers indiens de l'ONU, ainsi que trois casques bleus marocains (dont un mort accidentellement). Une cérémonie d'hommage est organisée à Goma le 1er août en présence de Jean-Pierre Lacroix, secrétaire général adjoint de l'ONU, mais en l'absence des autorités congolaises.

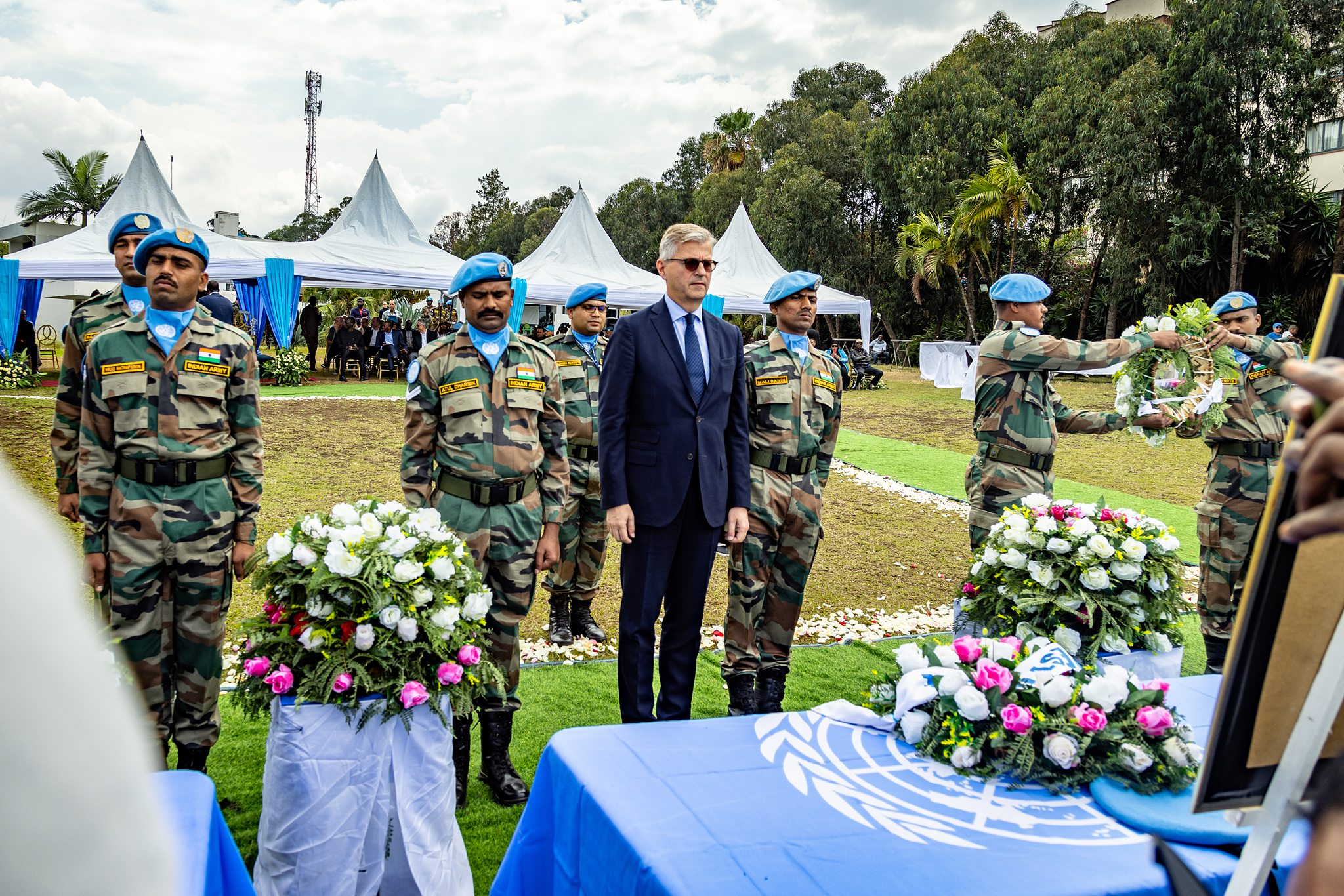
Jean-Pierre Lacroix, secrétaire général adjoint de l'ONU, le 1er août 2022 à Goma lors d'une cérémonie hommage aux Casques Bleus morts pendant les manifestations.

## Réactions
- Nations unies : Farhan Haq, porte-parole des Nations unies, a déclaré : « Il (António Guterres) souligne que toute attaque dirigée contre les Casques bleus des Nations Unies peut constituer un crime de guerre et appelle les autorités congolaises à enquêter sur ces incidents et à traduire rapidement les responsables à la justice »[6].